# Клиб, Хелен
Хе́лен Клиб (англ. Helen Kleeb; 6 января 1907, Саут-Бенд, Вашингтон — 28 декабря 2003, Лос-Анджелес, Калифорния) — американская актриса радио, кино и телевидения. Её карьера продолжалась 45 лет, наиболее запомнилась зрителю исполнением роли Мейми Болдуин в телесериале «Уолтоны» (в 66 эпизодах с 1972 по 1981 год).

## Биография
Хелен Клиб родилась 6 января 1907 года в городке Саут-Бенд (штат Вашингтон, США). Во второй половине 1920-х годов переехала в Портленд (штат Орегон), где поступила в консерваторию «Эллисон-Уайт», начала появляться на театральных подмостках и на радио. С 1952 года Клиб, которой к тому времени было 45 лет, начала сниматься в кинофильмах и телесериалах, и за 45 лет (1952—1997) она появилась в примерно 140 кино- и телефильмах и телесериалах. Последний раз появилась на экранах в телефильме «Пасха Уолтонов» в возрасте 90 лет.
В 1950-х годах преподавала драматургию в колледже.
Хелен Клиб скончалась 28 декабря 2003 года в Лос-Анджелесе (штат Калифорния), не дожив недели до своего 97-го дня рождения.

### Личная жизнь
Клиб была замужем дважды:
1. Джон Джеральд Прендергаст. Брак заключён 20 ноября 1937 года, 17 августа 1950 года муж умер, от брака остался сын, Томас Артур Прендергаст.
2. Элмер Гаррисон. Брак заключён 18 апреля 1959 года и продолжался 44 года до самой смерти актрисы в 2003 году.

## Избранная фильмография

### Широкий экран
В титрах указана
- 1954 — Великолепная одержимость[англ.] / Magnificent Obsession — миссис Эден
- 1956 — Всегда есть завтра[англ.] / There's Always Tomorrow — мисс Уокер
- 1956 — День ярости[англ.] / A Day of Fury — миссис МакЛин
- 1959 — Проклятие нежити[англ.] / Curse of the Undead — Дора
- 1964 — Семь дней в мае / Seven Days in May — Эстер Таунсенд, секретарь президента[англ.]
- 1964 — Тише, тише, милая Шарлотта / Hush… Hush, Sweet Charlotte — городская сплетница
- 1964 — Секс и незамужняя девушка / Sex and the Single Girl — Хильда
- 1965 — Тропа Аллилуйя / The Hallelujah Trail — Генриетта
- 1966 — Азарт удачи / The Fortune Cookie — секретарша адвокатской приёмной
- 1967 — Фитцвилли[англ.] / Fitzwilly — миссис Мортимер
- 1968 — Вечеринка / The Party — секретарша
- 1968 — Блю[англ.] / Blue — Элизабет Паркер
- 1970 — Залы гнева[англ.] / Halls of Anger — Райта Монахан
- 1971 — Девушка, усыпанная звёздами[англ.] / Star Spangled Girl — секретарша
- 1982 — Самый приятный бордель в Техасе / The Best Little Whorehouse in Texas — Дора

В титрах не указана
- 1952 — Тайны Канзас-Сити / Kansas City Confidential — миссис Крейн
- 1953 — Ривер-стрит, 99 / 99 River Street — мисс Хендерсон
- 1954 — Свидетель убийства / Witness to Murder — медсестра в психиатрическом отделении
- 1955 — Часы отчаяния / The Desperate Hours — мисс Уэллс
- 1956 — Дружеское увещевание / Friendly Persuasion — старушка
- 1957 — Невидимый мальчик / The Invisible Boy — мисс Вандергрифт
- 1958 — Тайна средней школы[англ.] / High School Confidential — мисс Додж
- 1958 — Я хочу жить! / I Want to Live! — тюремная надзирательница
- 1959 — Садовая беседка[англ.] / The Gazebo — мисс Спенс
- 1961 — Юные дикари / The Young Savages — миссис Пэттон
- 1961 — Ада[англ.] / Ada — миссис Смит
- 1962 — Маньчжурский кандидат / The Manchurian Candidate — миссис Генри Уитакер, председательница
- 1962 — 40 фунтов неприятностей[англ.] / 40 Pounds of Trouble — сотрудница службы социальной защиты детей
- 1963 — Игрушки на чердаке[англ.] / Toys in the Attic — секретарша
- 1966 — Монстр, иди домой![англ.] / Munster, Go Home! — Эмили
- 1970 — ? / WUSA — женщина на социальном собрании радио WUSA

### Телевидение
- 1952—1953, 1958 — Сеть[англ.] / Dragnet — разные роли (в 6 эпизодах[англ.])
- 1955 — Я люблю Люси / I Love Lucy — мисс Клейн (в эпизоде Ricky Needs an Agent)
- 1955—1956 — Видео-театр «Люкс»[англ.] / Lux Video Theatre — разные роли (в 3 эпизодах)
- 1955—1956, 1962, 1965, 1968—1970 — Шоу Реда Скелтона[англ.] / The Red Skelton Show — разные роли (в 14 эпизодах)
- 1956—1957 — Кульминация![англ.] / Climax! — разные роли (в 2 эпизодах)
- 1956—1960 — Театр 90[англ.] / Playhouse 90 — разные роли (в 9 эпизодах)
- 1956, 1958, 1964, 1972 — Дымок из ствола / Gunsmoke — разные роли (в 4 эпизодах[англ.])
- 1957—1958 — Письмо Лоретте[англ.] / Letter to Loretta — разные роли (в 2 эпизодах)
- 1958 — Миллионер[англ.] / The Millionaire — Эвелин Воан (в эпизоде The William Vaughan Story)
- 1959 — Театр Alcoa[англ.] / Alcoa Theatre — женщина (в эпизоде Boyden vs. Bunty (Dear Mom, Dear Dad))
- 1959 — Шоу Энн Сотерн[англ.] / The Ann Sothern Show — миссис Криви (в эпизоде A Promotion for Johnny)
- 1959 — Разыскивается живым или мёртвым[англ.] / Wanted Dead or Alive — Мэг Блейк (в эпизоде The Healing Woman)
- 1959 — По следу[англ.] / Trackdown — Мег Дули (в эпизоде Quiet Night in Porter)
- 1959—1960, 1962 — Деннис-мучитель[англ.] / Dennis the Menace — разные роли (в 5 эпизодах[англ.])
- 1960 — Хеннеси[англ.] / Hennesey — миссис Райт (в эпизоде More of Harvey Spencer Blair)
- 1960 — Маркем[англ.] / Markham — мисс Фордайс, RN (в эпизоде Sing a Song of Murder)
- 1960 — Помощник шерифа[англ.] / The Deputy — миссис Лиллем (в 2 эпизодах[англ.])
- 1960 — Мистер Счастливчик[англ.] / Mr. Lucky — служанка (в эпизоде Operation Fortuna)
- 1960 — Шоу Донны Рид / The Donna Reed Show — Джейн, медсестра (в эпизоде It Only Hurts When I Laugh)
- 1960, 1962, 1966 — Дни в Долине Смерти / Death Valley Days — разные роли (в 3 эпизодах)
- 1962 — Шоу Энди Гриффита / The Andy Griffith Show — миссис Джесс Морган (в эпизоде Andy and the New Mayor[англ.])
- 1962 — Неприкасаемые[англ.] / The Untouchables — медсестра (в эпизоде The Economist[англ.])
- 1963 — Сумеречная зона / The Twilight Zone — Мэтти Гловер (в эпизоде Jess-Belle[англ.])
- 1964 — Деревенщина в Беверли-Хиллз[англ.] / The Beverly Hillbillies — секретарша (в эпизоде Granny Versus the Weather Bureau[англ.])
- 1964 — Мистер Эд[англ.] / Mister Ed — миссис Чамберс (в эпизоде Moko[англ.])
- 1964, 1967—1968 — Вирджинец[англ.] / The Virginian — разные роли (в 3 эпизодах[англ.])
- 1965 — Заклеймённый[англ.] / Branded — миссис Брайан (в эпизоде Rules of the Game)
- 1965 — Беглец / The Fugitive — мисс Клауд (в эпизоде Moon Child[англ.])
- 1965 — Напряги извилины / Get Smart — Фрида (в эпизоде Our Man in Toyland)
- 1965 — Шоу Пэтти Дьюк[англ.] / The Patty Duke Show — миссис Томпкинс (в эпизоде I'll Be Suing You[англ.])
- 1965 — Затерянные в космосе[англ.] / Lost in Space — Рейчел, телефонный оператор (в эпизоде Return from Outer Space[англ.])
- 1965—1966 — Семейка монстров / The Munsters — разные роли (в 2 эпизодах[англ.])
- 1966 — Перри Мейсон / Perry Mason — соцработница (в эпизоде The Case of the Twice-Told Twist)
- 1966 — Доктор Килдэр[англ.] / Dr. Kildare — Бернард, медсестра (в эпизоде Out of a Concrete Tower[англ.])
- 1966 — Моя жена меня приворожила / Bewitched — миссис Сара Олбрайт (в эпизоде Oedipus Hex)
- 1967 — Захватчики[англ.] / The Invaders — Молли (в эпизоде Panic)
- 1967 — Озарение[англ.] / Insight — старшая медсестра (в эпизоде A Small Statistic)
- 1968 — Название игры[англ.] / The Name of the Game — секретарша (в эпизоде The Taker[англ.])
- 1968 — Высокий кустарник[англ.] / The High Chaparral — миссис Малрот (в эпизоде Ebenezer[англ.])
- 1969 — А вот и невесты[англ.] / Here Come the Brides — Люси (в эпизоде Marriage, Chinese Style)
- 1969—1971 — Комната 222[англ.] / Room 222 — мисс Тэнди (в 4 эпизодах[англ.])
- 1969—1972 — Бонанза / Bonanza — разные роли (в 4 эпизодах[англ.])
- 1970 — Зелёные просторы / Green Acres — миссис Максвелл (в эпизоде The Confrontation[англ.])
- 1971 — Адам-12[англ.] / Adam-12 — Флоренс Боно (в эпизоде Log 175: The Con Artists[англ.])
- 1971 — Смелые: Новые доктора[англ.] / The Bold Ones: The New Doctors — медсестра (в эпизоде Angry Man[англ.])
- 1972 — Семья Партриджей / The Partridge Family — мать (в эпизоде A Penny for His Thoughts[англ.])
- 1972—1981 — Уолтоны / The Waltons — Мейми Болдуин[англ.] (в 66 эпизодах[англ.])
- 1973 — ФБР / The F.B.I. — Роуз ДеБуаз (в эпизоде Sweet Evil)
- 1973 — Особенная продлёнка ABC[англ.] / ABC Afterschool Special — Эмили (в эпизоде Alexander)
- 1973 — Барнаби Джонс[англ.] / Barnaby Jones — мисс Хенли (в эпизоде Echo of a Murder[англ.])
- 1975 — Человек-невидимка[англ.] / The Invisible Man — тётя Маргарет Карлсон (в эпизоде Pin Money)
- 1978 — Лу Грант / Lou Grant — Милдред Колберт (в эпизоде Conflict[англ.])
- 1979 — Бумажная погоня[англ.] / The Paper Chase — миссис Корнблю (в эпизоде The Tables Down at Ernie's[англ.])
- 1979 — Однажды за один раз / One Day at a Time — разные роли (в 2 эпизодах[англ.])
- 1982 — Калифорнийский дорожный патруль[англ.] / CHiPs — Нетти (в эпизоде Overload[англ.])
- 1983 — Маленький домик в прериях / Little House on the Prairie — мисс Конли (в эпизоде Marvin's Garden[англ.])
- 1984 — Саймон и Саймон[англ.] / Simon & Simon — управляющая кинотеатра для взрослых (в эпизоде The Wrong Stuff[англ.])
- 1984 — Путь на небеса[англ.] / Highway to Heaven — Мэрион Баттрэм, служанка (в эпизоде A Divine Madness[англ.])
- 1985 — Кто здесь босс? / Who's the Boss? — миссис Рэндольф (в эпизоде Angela's Ex: Part 2[англ.])
- 1986 — Лодка любви / The Love Boat — Милдред Уайли (в эпизоде Hello, Emily / The Tour Guide / The Winning Number[англ.])
- 1988 — Золотые девочки / The Golden Girls — Маргарет (в эпизоде Mother's Day[англ.])